# Kathrin Golda-Pongratz
Kathrin Golda-Pongratz (geb. 20. März 1971 in Augsburg) ist eine deutsche Architektin und international tätige Hochschullehrerin. Sie ist Professorin mit dem Fachgebiet „Internationaler Städtebau“.

## Leben und Wirken
Kathrin Golda-Pongratz studierte von 1991 bis 1997 Architektur in München, Barcelona und Mexiko-Stadt. Sie schloss an der TU München mit dem Diplom ab. Zwischen 1998 und 2001 besuchte sie Lima, Peru zu Studien- und Forschungszwecken. Dabei entstanden Fotos für die Ausstellung Lima – Lebenswelten einer Metropole, die in den Jahren 2001/2002 in Deutschland und Peru gezeigt wurde. 2002 übernahm sie die künstlerische Assistenz in der Klasse Baukunst an der Kunstakademie Düsseldorf und war dort bis 2006 tätig.
Golda-Pongratz promovierte 2006 am Institut für Orts-, Regional- und Landesplanung ORL, Fakultät Architektur der Universität Karlsruhe zum Thema Struktur- und Bedeutungswandel des Zentrums der Stadt Lima / Peru.
Zwischen 2007 und 2013 war sie Dozentin an der Fachhochschule Frankfurt und an der Universitat Politècnica de Catalunya (UPC) in Barcelona. Darüber hinaus war sie in dieser Zeit auch als Gastdozentin in Italien, den USA und Peru tätig. Von 2013 bis 2018 hatte Golda-Pongratz eine Professur für internationalen Städtebau an der Frankfurt University of Applied Sciences inne. Außerdem ist sie seit 2013 Associate Professor an der Universitat Internacional de Catalunya (UIC) in Barcelona.
Ihre Forschung beschäftigt sich vor allem mit Urbanisierungs- und Globalisierungsprozessen, öffentlichem Raum und Erinnerung, lateinamerikanischer Stadtentwicklung und dem Strukturwandel in städtischen Wohn- und Gesellschaftsformen.
Im Oktober 2018 erschien ihr Dokumentarfilm Ciudad Infinita –Voces de El Ermitaño (Unvollendete Stadt – Stimmen aus El Ermitaño), der sich mit den Entwicklungen in einem selbstorganisierten Selbstbauquartier in Lima beschäftigt.
Das von Golda-Porgratz gemeinsam mit J.L. Oyón und V. Zimmermann veröffentlichte Buch John F. C. Turner. Autoconstrucción. Por una autonomía del habitar wurde 2019 mit dem spanischen FAD Award in der Kategorie „Thought and Criticism“ ausgezeichnet. Das Buch behandelt ausgewählte Werke des englischen Architekten John F.C. Turner zum informellen Städtebau.
Golda-Pongratz ist Mitglied der Deutschen Akademie für Städtebau und Landesplanung, des Deutschen Werkbunds, des Instituts dels Passats Presents Barcelona und der Academia Europaea (2015).

## Auszeichnungen
- 2019 FAD Award (Thought and Criticism) – spanischer Architekturpreis.

## Publikationen
- 2014 Landscapes of Pressure – Paisajes de Presión, mit Carles Guerra. Barcelona 2014, ISBN 84-616-9007-9.
- 2018 John F. C. Turner. Autoconstrucción. Por una autonomía del habitar, mit J.L. Oyón, V. Zimmermann. Pepitas de Calabaza, Logroño 2018, ISBN 84-15862-79-2.